# Nadia Ayari
Pour les articles homonymes, voir Ayari.
Nadia Ayari, née en 1981 à Tunis, est une peintre tuniso-américaine,,.

## Biographie
Née en Tunisie d'une mère américaine et d'un père tunisien, Nadia Ayari déménage aux États-Unis en 2000 pour étudier la médecine à l'université de Boston avant d'obtenir un Master of Fine Arts de l'École de design de Rhode Island. En 2007, elle s'installe à New York, où elle crée et travaille dans une galerie dans un premier temps, avant de se consacrer entièrement à son œuvre dans un studio du Lower East Side.

## Œuvres
Nadia Ayari commence à interroger ses racines dans son œuvre à partir du moment où elle s'en est physiquement éloignée. Elle décrit sa pratique artistique comme l'éveil progressif de sa conscience d'elle-même. Ses peintures à l'huile très colorées mobilisent des symboles tels que la figue ou l’œil et sont construites à partir de scenarios imaginaires qui interrogent la géopolitique et la façon dont les conflits politiques affectent chacun en tant qu'individu.
Son œuvre a notamment été exposée dans les galeries Luce à Turin, Monya Rowe à New York, The Third Line à Dubaï, ou encore la galerie Saatchi à Londres. Elle a participé à la douzième Biennale internationale du Caire en 2010, à la troisième Biennale de Thessalonique en 2011 et au Art Dubai Project en 2014,. Certaines de ses peintures font partie de la collection de la Barjeel Art Foundation (en) et ont été exposées à l'Institut du monde arabe en 2016,.